# Janthinobacterium lividum
Janthinobacterium lividum es una bacteria gramnegativa del género Janthinobacterium. Fue descrita en el año 1978, es la especie tipo. Su etimología hace referencia a azul. Anteriormente conocido como Pseudomonas mephitica, Chromobacterium lividum y Bacillus lividus. Es aerobia y móvil. Tiene un tamaño de 0,8-1,2 μm de ancho por 2,5-6 μm de largo. Temperatura óptima de crecimiento de 25 °C. Se han detectado casos de infección por esta especie en truchas arcoíris (Oncorhynchus mykiss) y en septicemia infantil.